# 维奥多斯-下阿邦斯
维奥多斯-下阿邦斯（法語：Viodos-Abense-de-Bas，法語發音：[vjɔdɔs abɛ̃s də ba]）是法国大西洋比利牛斯省的一个市镇，位于该省中部，属于奥洛龙-圣玛丽区。该市镇于1842年由原市镇维奥多斯和下阿邦斯合并而成。

## 地理
维奥多斯-下阿邦斯（43°14'28"N, 0°52'52"W）面积12.71 平方千米，位于法国新阿基坦大区大西洋比利牛斯省，该省份为法国东南部省份，涵盖了贝阿恩与北巴斯克，西临大西洋比斯開灣，北至朗德省，东北接热尔省，东临上比利牛斯省，南与西班牙接壤。
与维奥多斯-下阿邦斯接壤的市镇（或旧市镇、城区）包括：艾尼亚尔普、阿拉斯特-拉尔比约、贝罗甘-拉兰斯、谢罗特、埃斯佩斯-安迪兰、莫莱翁-利沙尔、蒙卡约勒-拉罗里-芒迪比约。
维奥多斯-下阿邦斯的时区为UTC+01:00、UTC+02:00（夏令时）。

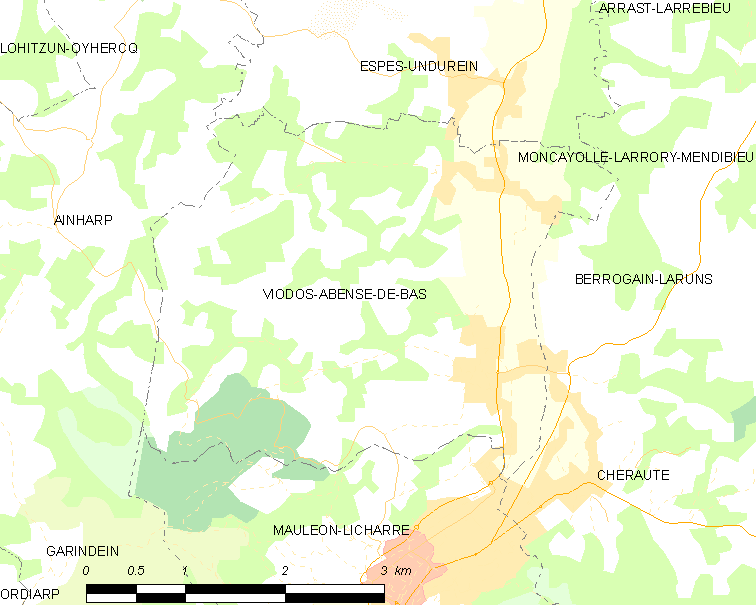
维奥多斯-下阿邦斯的OSM定位图

## 行政
维奥多斯-下阿邦斯的邮政编码为64130，INSEE市镇编码为64559。

## 政治
维奥多斯-下阿邦斯所属的省级选区为巴斯克山地县。

## 人口

1962-2008年间维奥多斯-下阿邦斯人口变化图示

维奥多斯-下阿邦斯于2022年1月1日时的人口数量为748人。